# Hugo Hoyama
Hugo Hoyama (São Bernardo do Campo, 9 de maio de 1969) é um mesa-tenista brasileiro, tendo participado de seis Olimpíadas e sete Jogos Pan-Americanos. Em 2012 classificou-se pela Sociedade Esportiva Palmeiras para as Olimpíadas de Londres, tendo sido eliminado na primeira fase da competição.

## Trajetória esportiva
Começou a praticar o tênis de mesa com sete anos de idade, no Palestra de São Bernardo, clube de sua cidade. Em 1985 fez um estágio de nove meses no Japão, treinando na Universidade Nihon Daigaku. Na volta, aos 17 anos de idade, foi convocado pela primeira vez para a Seleção Brasileira adulta.
Após a estada no Japão, foi para a Suécia, onde jogou no clube Ranas BTK de 1992 a 1994; na Bélgica, no clube Pantheon Royal Smash e, em 1996, voltou à Suécia, jogando no clube Falkenberg.
Participou das Olimpíadas de Barcelona/1992; Olimpíadas de Atlanta/1996, onde obteve o 9º lugar na prova de simples; Olimpíadas de Sydney/2000, onde foi eliminado na terceira rodada em simples e na segunda em duplas; e Olimpíadas de Atenas/2004. Nas Olimpíadas de Atlanta de 1996, chegando às oitavas de final e terminando em nono lugar na competição, vencendo no caminho o campeão mundial Jorgen Persson, da Suécia, Hoyama obteve o melhor resultado da história do tênis de mesa brasileiro nas Olimpíadas. Só foi superado em 2020 por Hugo Calderano, que chegou às quartas de final.
No ano de 2007, nos Jogos Pan-Americanos do Rio de Janeiro, Hugo Hoyama, juntamente com Gustavo Tsuboi e Thiago Monteiro, foi campeão por equipes na tênis de mesa masculino, conquistando assim sua nona medalha de ouro, batendo o recorde brasileiro de medalhas de ouro em jogos Pan-americanos, que pertencia a Gustavo Borges (oito medalhas), nadador já aposentado. Nos Jogos Pan-americanos de 2011 em Guadalajara, Hugo foi novamente campeão por equipes, conquistando sua décima medalha de ouro, recorde que seria superado pelo nadador Thiago Pereira ainda em Guadalajara.

## Na cultura popular
No oitavo episódio da quarta temporada do seriado americano The Office, o personagem Dwight Schrute (Rainn Wilson) faz referência a Hugo Hoyama dizendo que tem um pôster de tamanho real do mesa-tenista brasileiro em seu quarto. No episódio, o personagem diz: "Todos os meus heróis são jogadores de tênis de mesa. Zoran Primorac, Jan-Ove Waldner, Wang Tao, Jorg Rosskopf e, claro, Ashraf Helmy. Tenho até um pôster em tamanho real de Hugo Hoyama na parede".

## Conquistas
- 1980 - Campeão paulista mirim
- 2005 - Campeão paulista adulto
- 2004 - Campeão mundial de equipes da segunda divisão

### Jogos Olímpicos
- 1996 - Atlanta - 9° Lugar (vitória sobre o campeão mundial Jorgen Persson, da Suécia); eliminado por Petr Korbel, nas oitavas de final.
- 2012 - Londres - Eliminado na fase preliminar[6]

### Jogos Pan-Americanos
- 2007/2011 - Bicampeão por equipes
- 1991/1995 - Bicampeão individual
- 1991/1995 Tri-campeão duplas (com Cláudio Kano)
- 1995 - 3° lugar duplas mistas
- 1987/1991 - 1995 - Tri-campeão por equipes
- 1999 - Medalha de bronze por equipes em Winnipeg
- 1987 - Medalha de prata em Indianápolis

### Campeonato Latino-Americano
- 1990/1992/1994/1996/2000/2002 - hexacampeão

### Liga belga
1992/1993 e 1993/1994 - vice-campeão por equipes

### Copa do Mundo
- 1996 - 13° Lugar (vitória sobre o campeão mundial de 1995 Kong Lin Hui, da China)

### Torneios abertos
- 5° lugar - Japão (1996), Polônia (1993), China (1996)
- 3° lugar - Brasil (1992, 1995) e Chile (2011)
- 2° lugar - Brasil (1993)
- 5º lugar - Brasil (2000,2001,2011)

### Campeonatos sul-americanos
- Campeão nas categorias: infantil (1983), juvenil (1987)
- Bicampeão adulto 1998 e 2000

### Copa Ibero-Americana
- 2° Lugar (2011)- Circuito Mundial Amazônico

### Copa Brasil Sul Sudeste
- 2° Lugar (2011) - Absoluto A

### Campeonato brasileiro
- Campeão na categoria infantil (1980)
- Campeão na categoria juvenil (1982)
- Heptacampeão na categoria adulto (1992/1993/1995/1997/1999/2002/2006)